# Camisa de mochila
Camisa de mochila es un venezolanismo histórico y se originó de una situación socioeconómica.  «Camisa de mochila» es una denominación despectiva que se aplicó y todavía se aplica al hombre muy pobre que tenía que hacer su ropa de tela de saco. Así lo usa en 1898, R. Cabrera Malo en Mimi: «Josefita, mi muchacha se fue con un camisa de mochila, que no tenía ni cinco, ni uno, ni nada». Hubo inclusive un periódico en 1896 El Camisa de Mochila, que se proclamaba «El órgano del pueblo».

## Origen
Expresión con la cual se designaba a veces, durante la segunda mitad del siglo XIX y las 2 primeras décadas del XX, «...a los obreros, a los jornaleros, a los peones,[...] hijos del pueblo, de los que usan blusa...», según lo recuerda en sus Memorias Rafael Arévalo González.  
El origen de esta expresión es el siguiente. En el Anuario de la Sociedad Económica de Amigos del País correspondiente al bienio 1832-1833 se dice que en Caracas se manufacturaban «sacos de cocuiza»; una mochila era pues, una especie de saco para mercancías tales como el café, las papas, las cebollas o la harina. 
Esta última era importada de Estados Unidos y los sacos o mochilas en que venía, de lienzo bastante fino, eran muy apreciados por los sectores populares, que los usaban como camisas o blusas haciéndoles los huecos correspondientes o confeccionándolas  con la tela. De ahí se difundió la costumbre de llamar «camisa de mochila» a la gente del pueblo llano. 
El 1 de julio de 1896 empezó a circular en Caracas un periódico, que se vendía al pregón a centavo, cuyo título era precisamente El Camisa de Mochila, y que se proclamaba «órgano del Pueblo». En el Maracaibo de 1917 perduraba todavía la costumbre de utilizar para la vestimenta aquel tipo de telas, venidas de Estados Unidos con la harina. 
Un comerciante escribía que «...los sacos eran de un liencillo bueno y de fácil  venta para el panadero después de haber dispuesto de la harina, pues los usaban los trabajadores, especialmente las mujeres del campo, para trajes sencillos...» Sin embargo, hacia esa época, la expresión «camisa de mochila» para designar a un miembro de las clases populares, era cada vez menos empleada y vino a ser sustituida, a partir de 1936, por la de "Juan Bimba", aunque ambas expresiones no son totalmente equivalentes.
- Datos: Q5742465